# Schlegelberger-Konferenz
Als Schlegelberger-Konferenz wird die von Franz Schlegelberger für den 23. und 24. April 1941 im „Haus der Flieger“ in Berlin einberufene Tagung bezeichnet, deren Ziel es war, die Spitzenbeamten der Justiz über die bereits seit Januar 1940 stattfindenden Gasmorde bei der so genannten „Aktion T4“ zu informieren. Die Beamten wurden angewiesen, Anzeigen und Eingaben mit Bezug auf die „Euthanasie“-Morde nicht bearbeiten zu lassen.

## Fehlende Rechtsgrundlage
Das Reichsjustizministerium war über die NS-Krankenmorde nicht informiert worden und wurde erst im Juli 1940 durch Berichte von untergeordneten Dienststellen oder auch unmittelbar durch Briefe über die laufenden Vorgänge in Kenntnis gesetzt. So teilte der Vormundschaftsrichter Lothar Kreyssig am 8. Juli 1940 dem Minister der Justiz mit, dass Geisteskranke ohne Gewähr eines geordneten Rechtsganges und ohne gesetzliche Grundlage zu Tode gebracht würden. Nachdem Hans Heinrich Lammers am 23. Juli 1940 Franz Gürtner mitgeteilt hatte, Hitler habe bereits früher eine gesetzliche Regelung der Euthanasie abgelehnt, meinte Gürtner, die heimliche Tötung von Geisteskranken müsse dann sofort eingestellt werden. Gürtner gab jedoch seinen Widerstand auf, als ihm am 27. August 1940 das auf den 1. September 1939 datierte Ermächtigungsschreibens Hitlers an Philipp Bouhler und Brandt gezeigt wurde. Auch andere Mitarbeiter der Zentraldienststelle T4 waren bestrebt, ein Gesetz zu erhalten, das sie vor einer denkbaren Strafverfolgung zuverlässig schützen würde. Bouhler legte schließlich im Herbst 1940 einen ausgearbeiteten Gesetzentwurf vor, der jedoch von Hitler abgelehnt wurde.
Die Justiz wurde bei ihrer praktischen Tätigkeit vor allem in zwei Bereichen gestört, nämlich bei der freiwilligen Gerichtsbarkeit und bei der Strafgerichtsbarkeit. Vormundschaftsgerichte mussten über Aufenthalt und Schicksal der geisteskranken Mündel informiert werden, um vermögensrechtliche Angelegenheiten der Vormund- und Pflegschaften erledigen zu können. Das Ansehen dieser Gerichte litt darunter, dass sie auf Anfragen keine Antwort geben konnten. Bei der Strafgerichtsbarkeit konnten manche eingeleitete Verfahren nicht abgeschlossen werden, da in eine Heilanstalt eingewiesene Täter oder Zeugen durch Verlegung unauffindbar oder getötet worden waren. Nach dem Legalitätsprinzip war die Staatsanwaltschaft eigentlich verpflichtet, wegen aller gerichtlich strafbaren und verfolgbaren Handlungen einzuschreiten; sie geriet in Erklärungsnöte, wenn Anzeigen nicht nachgegangen wurde.

## Konferenz vom 23. und 24. April 1941
Das damalige Versammlungsgebäude war 1934 und 1935 Sitz des Volksgerichtshofs. Danach diente das Gebäude Ecke Leipziger Platz/Prinz-Albrecht-Straße für Festlichkeiten des von Hermann Göring gegründeten Reichsaeroklubs und wird heute als Berliner Abgeordnetenhaus in der Niederkirchnerstraße genutzt.
Unter den mehr als 90 Teilnehmern befanden sich alle 34 Oberlandesgerichtspräsidenten sowie die 34 Generalstaatsanwälte, Staatssekretär Roland Freisler, Reichsgerichtspräsident Erwin Bumke und der Präsident des Volksgerichtshofes Otto Thierack. Auf der Tagesordnung standen für den ersten Vormittag „Vorträge über eine für die Justiz besonders wichtige Frage“.
Diesen Teil leitete Schlegelberger ein, der die Zuhörer „mit allen Entschließungen des Führers vertraut“ machte, die für deren Amtsführung von Bedeutung seien. Ansonsten sei es unabwendbar, dass „Richter und Staatsanwälte sich zum schweren Schaden der Justiz und des Staates gegen Maßnahmen wenden, die sie gutgläubig, aber irrtümlich für illegal halten, und sich schuldlos mit dem Willen des Führers in Widerspruch setzen.“ Anschließend kommentierten und rechtfertigten Viktor Brack und Werner Heyde das Tötungsprogramm, wobei eine Kopie des Führerbefehls herumgereicht wurde.
Die Teilnehmer nahmen die Informationen widerspruchslos entgegen wie auch die schriftliche Rundverfügung, solche „Sachen, in denen die Frage der Vernichtung lebensunwerten Lebens eine Bedeutung haben“ könne, nicht weiter zu bearbeiten, sondern an das Innenministerium weiterzuleiten. Einschlägige Angelegenheiten sollten zur „Vortragssache“ erklärt werden, um sie unteren Instanzen zu entziehen. Nach der Tagung wurden alle den Krankenmord betreffenden Verfahren niedergeschlagen; neue Ermittlungsverfahren wurden nicht mehr eingeleitet.
Der stenographisch aufgenommene Teil zur „Euthanasie“ wurde vom Gesamtprotokoll entfernt und ist verschollen; in dem in der Deutschen Justiz 1941 veröffentlichten Tagungsbericht ist dieser Tagesordnungspunkt nicht erwähnt. Erhalten davon sind jedoch Notizen eines Teilnehmers, des Kölner Oberlandesgerichtspräsidenten Alexander Bergmann.

## Deutungen
Der Historiker Lothar Gruchmann räumt ein, die Justiz hätte im konkreten Einzelfall die Euthanasiemorde durch eine Verfolgung der Täter nicht verhindern können. Sie hätte sich damit offen gegen den Befehl des einzigen Inhabers der Staatsgewalt gestellt, „ein in der damaligen Situation aussichtsloses und nur die eigene Existenz gefährdendes Unterfangen“. Die Justiz habe aber „durch die dauernden Hinweise auf die Störung ihrer normativ geregelten Tätigkeit durch die Euthanasiemaßnahmen“, nämlich die Weiterleitung der Beschwerden über Lammers an den „Führer“, dazu beigetragen, dass die Euthanasie eingedämmt wurde.
Helmut Kramer urteilt, selbst nach nationalsozialistischer Staatsrechtsdoktrin könne ein solcher im Reichsgesetzblatt nicht verkündeter „Führerbefehl“ keine Rechtsgrundlage für die damals so genannte „Vernichtung lebensunwerten Lebens“ abgeben. Die Geheimhaltung sei ein untrügliches Kennzeichen für die Rechtswidrigkeit der Aktion. Durch die widerspruchslose Entgegennahme der Stillhalte-Weisung sei Beihilfe zum Mord geleistet worden.
Wolfram Wette bezeichnet die Konferenz als „außerordentliches Exempel der Rechtszerstörung der Justiz“. Die Oberlandesgerichtspräsidenten und Generalstaatsanwälte hätten sich dazu verpflichten lassen, die strafrechtliche Garantie des Rechts auf Leben außer Kraft zu setzen und Klagen niederzuschlagen. So sei die Justizelite zum Komplizen der rechtswidrigen Tötung von mehr als 70.000 Menschen geworden.